# Jürgen von Ungern-Sternberg

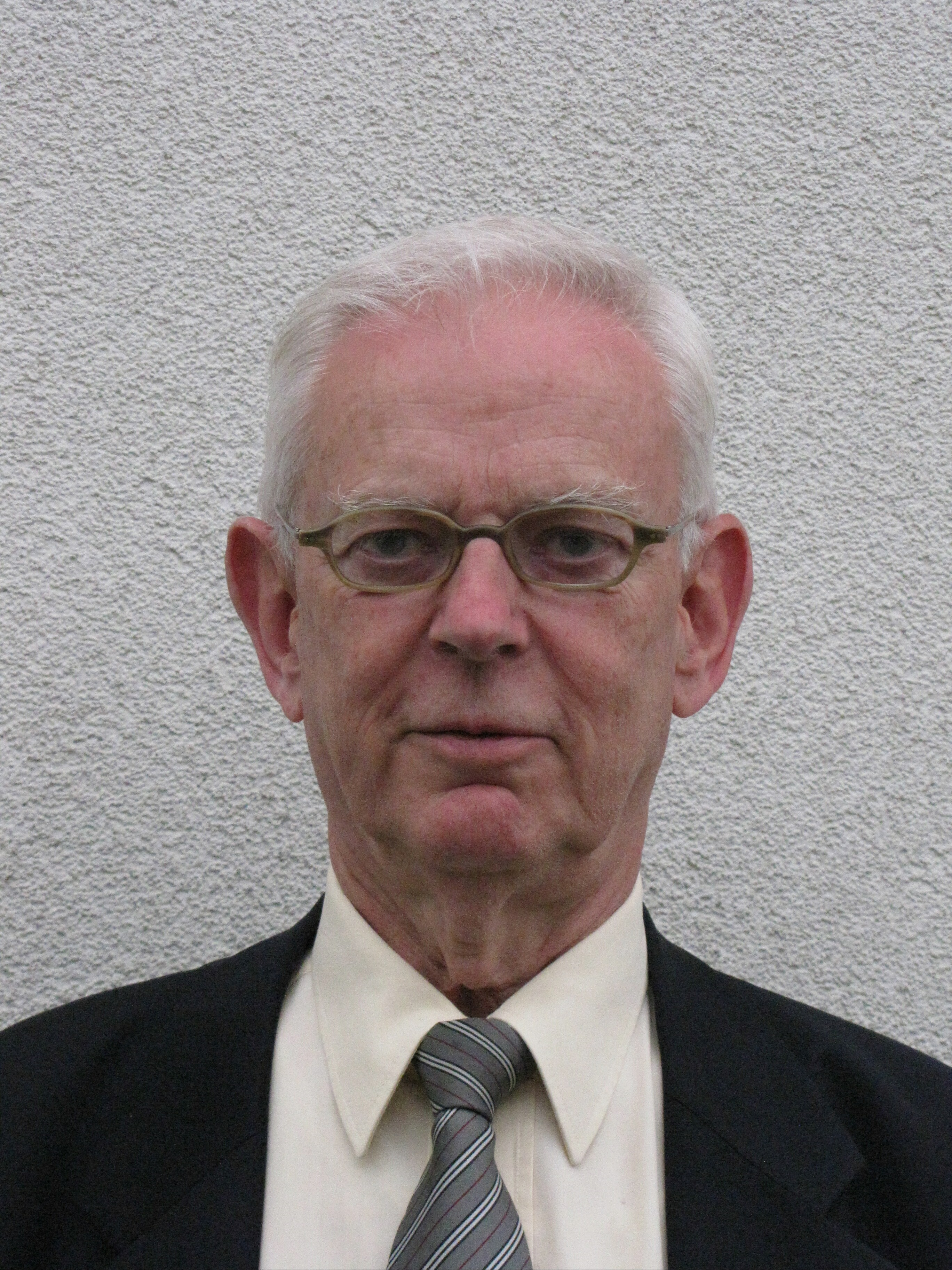
Jürgen von Ungern-Sternberg 2015

Jürgen Bernhard von Ungern-Sternberg (vollständiger Name Jürgen Bernhard Baron Ungern-Sternberg von Pürkel; * 21. April 1940 in Schneidemühl; † 14. April 2025 in Paris) war ein deutscher Althistoriker. Er bekleidete Lehrstühle für Alte Geschichte an den Universitäten Essen (1977–1978) und Basel (1978–2007).

## Leben und Wirken
Die Ungern-Sternbergs sind ein altes deutsch-baltisches Adelsgeschlecht. Jürgen von Ungern-Sternberg wurde 1940 in Schneidemühl im heutigen Polen (Piła) geboren als eines von sechs Kindern des Pfarrers Rolf Walter Arthur Freiherr von Ungern-Sternberg (1911–1992). Nach Absolvierung des Maximiliansgymnasiums München (1950–1959) und des Wehrdienstes (1959–1960) studierte er in den Jahren von 1960 bis 1966 die Fächer Geschichte und Latein an den Universitäten in München und Freiburg im Breisgau. Er wurde 1968 an der Universität München bei Robert Werner promoviert mit dem Thema Untersuchungen zum spätrepublikanischen Notstandsrecht. Senatus consultum ultimum und hostis-Erklärung. Von 1967 bis 1968 war er Assistent seines Lehrers Werner an der FU Berlin und wechselte mit diesem 1968 als Assistent an der Universität Erlangen-Nürnberg. Dort habilitierte er sich 1974 mit dem Thema Capua im Zweiten Punischen Krieg. Untersuchungen zur römischen Annalistik.
Nach der Vertretung einer Professur an der FU Berlin 1975 und einer Lehrstuhlvertretung an der Universität Kiel 1976/77 war von Ungern-Sternberg von 1977 bis 1978 ordentlicher Professor an der Universität Essen. Von 1978 lehrte er als Nachfolger von Christian Meier bis zu seiner Emeritierung 2007 als ordentlicher Professor für Alte Geschichte an der Universität Basel. Er war von 1990 bis 1991 Dekan der Philosophisch-Historischen Fakultät. Jürgen von Ungern-Sternberg erhielt den Ehrendoktor von der Université de Haute Alsace (2000), der Universität Riga (2002) und der Universität Tartu (2005).
Zu seinen Forschungsschwerpunkten zählten die Römische Republik, die Baltische Geschichte, die Wissenschaftsgeschichte und dabei besonders die internationalen Beziehungen zwischen Altertumswissenschaftlern vor und während des Ersten Weltkrieges und ihre Rolle in der Kriegspropaganda. Er gehörte zu den wenigen Historikern, die die Beziehungen von französischer und deutscher Altertumswissenschaft erforschten. Mit Wolfgang von Ungern-Sternberg legte er 1996 eine Darstellung über Entstehung, Autorschaft, Absicht und Wirkung zum Manifest der 93 vor. Zudem war er Mitherausgeber der Griechischen Kulturgeschichte im Rahmen der Jacob-Burckhardt-Edition. Er war ordentliches Mitglied in der Baltischen Historischen Kommission (seit 2000).
In seiner geliebten Stadt Paris, der er durch seine Forschungstätigkeit eng verbunden war, starb Jürgen von Ungern-Sternberg nach kurzer, schwerer Krankheit am Montag der Karwoche 2025.

## Schriften (Auswahl)
Aufsatzsammlungen
- Les chers ennemis. Deutsche und französische Altertumswissenschaftler in Rivalität und Zusammenarbeit (= Collegium Beatus Rhenanus. Bd. 7). Steiner, Stuttgart, Steiner 2017, ISBN 978-3-515-11612-1.
- Römische Studien. Geschichtsbewusstsein – Zeitalter der Gracchen – Krise der Republik (= Beiträge zur Altertumskunde. Bd. 232). Saur, München u. a. 2006, ISBN 3-598-77844-9.

Monographien
- Untersuchungen zum spätrepublikanischen Notstandsrecht. Senatusconsultum ultimum und hostis-Erklärung (= Vestigia. Bd. 11). Beck, München 1970, ISBN 3-406-03094-7 (Zugleich: München, Universität, Dissertation, 1968).
- Capua im Zweiten Punischen Krieg. Untersuchungen zur römischen Annalistik (= Vestigia. Bd. 23). Beck, München 1975, ISBN 3-406-04793-9 (Zugleich: Erlangen, Nürnberg, Universität, Habilitations-Schrift, 1974).
- mit Wolfgang von Ungern-Sternberg: Der Aufruf «An die Kulturwelt!». Das Manifest der 93 und die Anfänge der Kriegspropaganda im Ersten Weltkrieg (= Historische Mitteilungen. Beiheft 18). Steiner, Stuttgart 1996; 2., erweiterte Auflage mit einem Beitrag von Trude Maurer (= Menschen und Strukturen. Bd. 21). Lang, Frankfurt am Main u. a. 2013, ISBN 978-3-631-64167-5.
- Griechische Studien (= Beiträge zur Altertumskunde. Bd. 266). De Gruyter, Berlin u. a. 2009, ISBN 978-3-11-020916-7.
- Nachrichten über das Geschlecht Ungern-Sternberg. Nachtrag V. Eine Familienbibliographie, Rombach Verlag, Freiburg i.Br. 2020, ISBN 978-3-793-09972-7.
- Delos und Delphi. Wege und Irrwege zweier deutsch-französischer Inschrifteneditionen (= Inscriptiones Graecae. Consilio et auctoritate Academiae Scientiarum Berolinensis et Brandenburgensis editae. Auctarium, Series Nova, Volumen Decimum). De Gruyter, Berlin-Boston 2024, ISBN 978-3-11-156084-7.

Herausgeberschaften
- mit Hansjörg Reinau: Vergangenheit in mündlicher Überlieferung (= Colloquium Rauricum. Bd. 1). Teubner, Stuttgart 1988, ISBN 3-519-07411-7.
- mit Leonhard Burckhardt: Große Prozesse im antiken Athen. Beck, München 2000, ISBN 3-406-46613-3.
- mit Carsten Goehrke: Die baltischen Staaten im Schnittpunkt der Entwicklungen. Vergangenheit und Gegenwart (= Arbeitsstelle für Kulturwissenschaftliche Forschungen. Texte und Studien. Bd. 4). Schwabe, Basel 2003, ISBN 3-7965-1937-7.
- mit Ève Gran-Aymerich: L’Antiquité partagée. Correspondances franco-allemandes 1823–1861. Karl Benedikt Hase, Désiré Raoul-Rochette, Karl Otfried Müller, Otto Jahn, Theodor Mommsen (= Mémoires de l’Institut de France, Académie des Inscriptions et Belles-Lettres. Bd. 47). Académie des Inscriptions et Belles-Lettres, Paris 2012, ISBN 978-2-87754-272-2.
- mit Leonhard Burckhardt, Klaus Seybold: Gesetzgebung in antiken Gesellschaften. Israel, Griechenland, Rom (= Beiträge zur Altertumskunde. Bd. 247). De Gruyter, Berlin 2007, ISBN 978-3-11-019482-1.
- mit Hansjörg Reinau: Politische Partizipation. Idee und Wirklichkeit von der Antike bis in die Gegenwart (= Colloquia Raurica. Bd. 13). De Gruyter, Berlin 2013, ISBN 978-3-11-030333-9.